# Jonathan McKee
Jonathan Dunn McKee, né le 19 décembre 1959 à Seattle, est un skipper américain.

## Carrière
Jonathan McKee participe aux Jeux olympiques d'été de 1984 à Los Angeles et remporte la médaille d'or dans la catégorie du Flying Dutchman avec son coéquipier William Carl Buchan. Lors des Jeux olympiques d'été de 2000, il concourt dans la catégorie des 49er avec son frère Charles McKee et remporte une médaille de bronze.